# غوردون هربرت
غوردون هربرت (بالإنجليزية: Gordon Herbert)‏ مواليد 16 فبراير 1959 في بينتيكتون، هو مدرب كرة سلة كندي ولاعب سابق. بدأ مسيرته الاحترافية في سنة 1982. يدرب فريق سكايلاينرز فرانكفورت في الدوري الألماني لكرة السلة. مثّل منتخب بلاده. شارك في دورة الألعاب الأولمبية الصيفية سنة 1984. حقق المركز الأول في الألعاب الجامعية الصيفية 1983. اعتزل اللعب في 1994.

## الميداليات
| الميدالية | المسابقة                      |
| --------- | ----------------------------- |
| ذهبية     | الألعاب الجامعية الصيفية 1983 |

## روابط خارجية
- غوردون هربرت على موقع الاتحاد الدولي لكرة السلة (الإنجليزية)
- غوردون هربرت على موقع كلية كرة السلة في سبورتس رفرنس.كوم (الإنجليزية)
- غوردون هربرت على موقع ريلجم (الإنجليزية)
- غوردون هربرت على موقع سبورتس رفرنس (الإنجليزية)
- غوردون هربرت على موقع أوليمبيديا (الإنجليزية)
- غوردون هربرت على موقع اللجنة الأولمبية الكندية (الإنجليزية)